# 今井淑未
今井 淑未（いまい よしみ、本名同じ、1979年4月8日 - ）は、日本の俳優。
神奈川県生まれ。所属事務所はディサイファ。神奈川県立高浜高等学校卒業。

## 来歴
初舞台は幼少期に通っていた学校法人堀越学園でのクリスマス会「まちのネズミといなかのネズミ」でまちのネズミのお父さんを中野サンプラザで演じる。
2000年より日本舞踊（藤間流）の師匠の元へ住み込み内弟子となる。
2001年には「21世紀の石原裕次郎を探せ」のオーディションを受ける傍、同時期に開催をしていた「21世紀の高倉健を探せ」のオーディションを受ける。約3000人の応募数の中から見事に最終まで残り「ホタル」映画に初出演を果たす。
高倉健の青年期の役柄ではなく井川比佐志演じる藤枝洋二役の青年期を演じる。
映画「ホタル」出演後、日本舞踊に専念。
2004年に大月みやこ主演舞台「十六夜心中」に出演、それ以後は舞台を中心に活動。
2010年より青年座研究所へ入所して本格的に演技を学び、卒業後は2013年に劇団燐光群公演「カウラの班長会議」に出演し演技に磨きをかける。
2000年よりフリーで俳優活動をし、2016年ディサイファに所属、テレビドラマや映画やCMで活躍。

## 人物・エピソード
- 身長は170cm、体重は64kg。
- 血液型はB型。
- 特技は日本舞踊・殺陣。
- 趣味はランニング。
- 「21世紀の高倉健を探せ」オーディションの時に2次審査後、結果が後日という事になり全員解散しオーディション会場から駅に向かって帰ることとなった。駅までの帰り道、道が二股に分かれておりたまたま遠回りの道を選択したところプロデューサーが後ろから走って追いかけて来て会場へ一緒に戻ることになった。そのまま降旗康男監督と対面し藤枝洋二の役をもらう。「もし近道をして帰っていたら、高倉健さんに出会うことは絶対になかった事なので自分の宝にしたい」と語っている。

## 出演

### 舞台
- 大月みやこ芸能生活40周年記念「十六夜心中」（2004年11月、新宿コマ劇場） - 盗賊・豆太郎 役
- 神野美伽リサイタルコンサート（2005年4月、大阪NHKホール）
- 鳥羽一郎&香西かおり公演（2006年6月、中日劇場） - 奴・金八 役
- 供奴（2009年、日本橋劇場）
- 明日〜1945年8月8日・長崎〜（2011年3月、青年座劇場） - 石原継男 役
- 夏の夜の夢（2011年6月、青年座劇場） - ライサンダー 役
- 月の岬（2011年10月、青年座劇場） - 大浦幸一 役
- マニラ瑞穂記（2012年3月、青年座劇場） - 兵士・奴隷 役
- カウラの班長会議（2013年2月、下北沢スズナリ） - 勝カイゾウ 役
- わったー村から始まった（2013年6月、北沢タウンホール）

### テレビ（ドラマ・バラエティ）
- ガリレオ2（2015年、フジテレビ）
- ドクターG（2016年、NHK）
- HOPE（2016年、フジテレビ）
- Chef（2016年、フジテレビ）
- 銀魂〜みつば編〜（2017年、dTV）
- 教科書から消えた歴史（2018年4月、テレビ東京） - 中大兄皇子 役
- 爆報! THE フライデー（2018年9月、TBS） - 早坂暁 役
- メゾン・ド・ポリス（2019年1月　第1話、TBS）
- 爆報! THE フライデー（2019年2月、TBS） - 刑事役
- 警視庁東京湾臨海署〜安積班（2019年3月、TBS）

### 映画
- ホタル[1]（2001年6月、東映） − 藤枝洋二 役
- 新しき民（2015年、自主制作） - 大庄屋　福田 役
- 七つの会議（2019年2月、東宝）

### CM
- 野村不動産 proud（2016年）
- オンリーストーリー（2016年）
- マイナビ（2017年）
- ホビッチョ！空飛ぶドラえもん（2018年、エポック社）
- 三井アウトレットパーク　ゴルフ大好き編（2018年）
- 代々木ゼミナール「熱唱」（2019年）
- Raffine「リセットノススメ」（2019年）
- サントリー「伊右衛門プラス」（2019年）

### その他
- 明治安田生命（2018年）
- 川島式ヘアメディカルマッサージ（2018年）
- 食べログ（2018年）